# Shraddha Kapoor
Pour les articles homonymes, voir Kapoor.
Shraddha Kapoor, née le 3 mars 1987 à Bombay, est une actrice indienne.
Elle fait ses débuts en 2010 dans Teen Patti, grâce auquel elle est nommée au Filmfare Award du meilleur espoir féminin mais c'est Aashiqui 2 en 2013 qui la fait connaître et permet à sa carrière de décoller.

## Biographie
Elle obtient son premier rôle en 2010 dans Teen Patti, de Leena Yadav, aux côtés d'Amitabh Bachchan et Ben Kingsley. Mais le film ne convainc pas plus les critiques que le public.
Bien que son deuxième film, Luv Ka The End, ne remporte pas plus de succès, son interprétation y est remarquée et lui vaut le Stardust Award de la meilleure actrice en 2012. Cependant ce n'est qu'en 2013 qu'elle accède véritablement à la notoriété avec Aashiqui 2 qui, malgré un accueil critique assez tiède, devient l'un des plus gros succès commerciaux de l'année en Inde.
Son caméo, en tant que potentielle fiancée d'Imran, dans Gori Tere Pyaar Mein est très apprécié malgré le destin du film au box-office.
Shraddha enchaîne ensuite les succès commerciaux avec Ek Villain, ABCD 2 et Baaghi. Son rôle dans Haider, l'adaptation indienne d'Hamlet lui vaut quelques accolades. Elle y incarne Arshia (Ophélie).
Rock On!!2 et Ok Jaanu sont des flops tant au niveau des critiques qu'au niveau commercial.

## Filmographie
| Année | Titre                 | Rôle                    | Réalisateur         | Partenaire(s) | Notes                                                                    |
| ----- | --------------------- | ----------------------- | ------------------- | --- | ------------------------------------------------------------------------ |
| 2010  | Teen Patti            | Aparna Khanna           | Leena Yadav         | Amitabh Bachchan, Ben Kingsley,Madhavan                                                                                                |                                                                          |
| 2011  | Luv Ka The End        | Rhea Dialdas            | Bumpy               | Taaha Shah |                                                                          |
| 2013  | Aashiqui 2            | Arohi Keshav Shirke     | Mohit Suri          | Aditya Roy Kapoor |                                                                          |
| 2013  | Gori Tere Pyaar Mein  | Vasudha                 | Punit Malhotra      | Imran Khan, Kareena Kapoor | Caméo                                                                    |
| 2014  | Ek Villain            | Aisha                   | Mohit Suri          | Sidharth Malhotra, Riteish Deshmukh | Chanteuse playback Galliyan Unplugged                                    |
| 2014  | Haider                | Arshia                  | Vishal Bhardwaj     | Shahid Kapoor, Irrfan Khan, Tabu, Kay Kay Menon                                                                                        | Chanteuse playback Do Jahaan                                             |
| 2014  | Ungli                 | Elle-même               | Rensil D'Silva      | | Apparition clip Dance Basanti                                            |
| 2015  | ABCD 2                | Vinnie                  | Remo D'Souza        | Varun Dhawan, Prabhu Deva | Franchise ABCD-Anybody Can Dance Chanteuse playback Bezubaan Phir Se     |
| 2016  | Baaghi                | Sia                     | Sabbir Khan         | Tiger Shroff | Chanteuse playback Sab Tera                                              |
| 2016  | A Flying Jatt         | Elle-même               | Remo D'Souza        | | Apparition spéciale                                                      |
| 2016  | Rock On!! 2           | Jiah Sharma             | Shujaat Saudagar    | Farhan Akhtar, Arjun Rampal, Purab Kohli                                                                                               |                                                                          |
| 2017  | OK Jaanu              |                         | Shaad Ali           | Aditya Roy Kapoor | Remake d'O Kandhal Kanmani                                               |
| 2017  | Half Girlfriend       | Riya Somani             | Mohit Suri          | Arjun Kapoor | Adaptation du roman éponyme, chanteuse playback Phir Bhi Tumko Chaahungi |
| 2017  | Haseena               | Haseena Parkar          | Apoorva Lakhia      | | Film biographique sur Haseena, sœur de Dawood Ibrahim                    |
| 2018  | Nawabzaade            | Elle-même               | Jayesh Pradhan      | |                                                                          |
| 2018  | Stree                 | Sans Nom                | Amar Kaushik        | Rajkummar Rao, Pankaj Tripathi, Aparshakti Khurana, Abhishek Banerjee                                                                  |                                                                          |
| 2018  | Batti Gul Meter Chalu | Lalita "Nauti Nautiyal" | Shree Narayan Singh | Shahid Kapoor, Divyendu Sharma, Yami Gautam                                                                                            |                                                                          |
| 2019  | Chhichhore            | Maya Sharma Pathak      | Nitesh Tiwari       | Sushant Singh Rajput, Varun Sharma, Naveen Polishetty, Tushar Pandey, Tahir Raj Bhasin, Prateik Babbar, Shishir Sharma, Mohammad Samad |                                                                          |
| 2019  | Saaho                 | Amritha "Ammu" Nair     | Sujeeth             | Prabhas | Film Bilingue                                                            |
| 2020  | Street Dancer 3D      | Inayat Naazi            | Remo D'Souza        | Varun Dhawan, Prabhu Deva, Nora Fatehi                                                                                                 |                                                                          |
| 2020  | Baaghi 3              | Siya Nandan             | Ahmed Khan          | Tiger Shroff, Ritesh Deshmukh |                                                                          |
| 2022  | Bhediya               | Elle-même               | Amar Kaushik        | | Apparition spéciale                                                      |
| 2023  | Tu Jhoothi Main       | Nisha "Tinni" Malhotra  | Luv Ranjan          | Ranbir Kapoor |                                                                          |

## Distinction

### Nomination
- Filmfare Award de la meilleure actrice